# Fähre Baumschulenweg–Wilhelmstrand

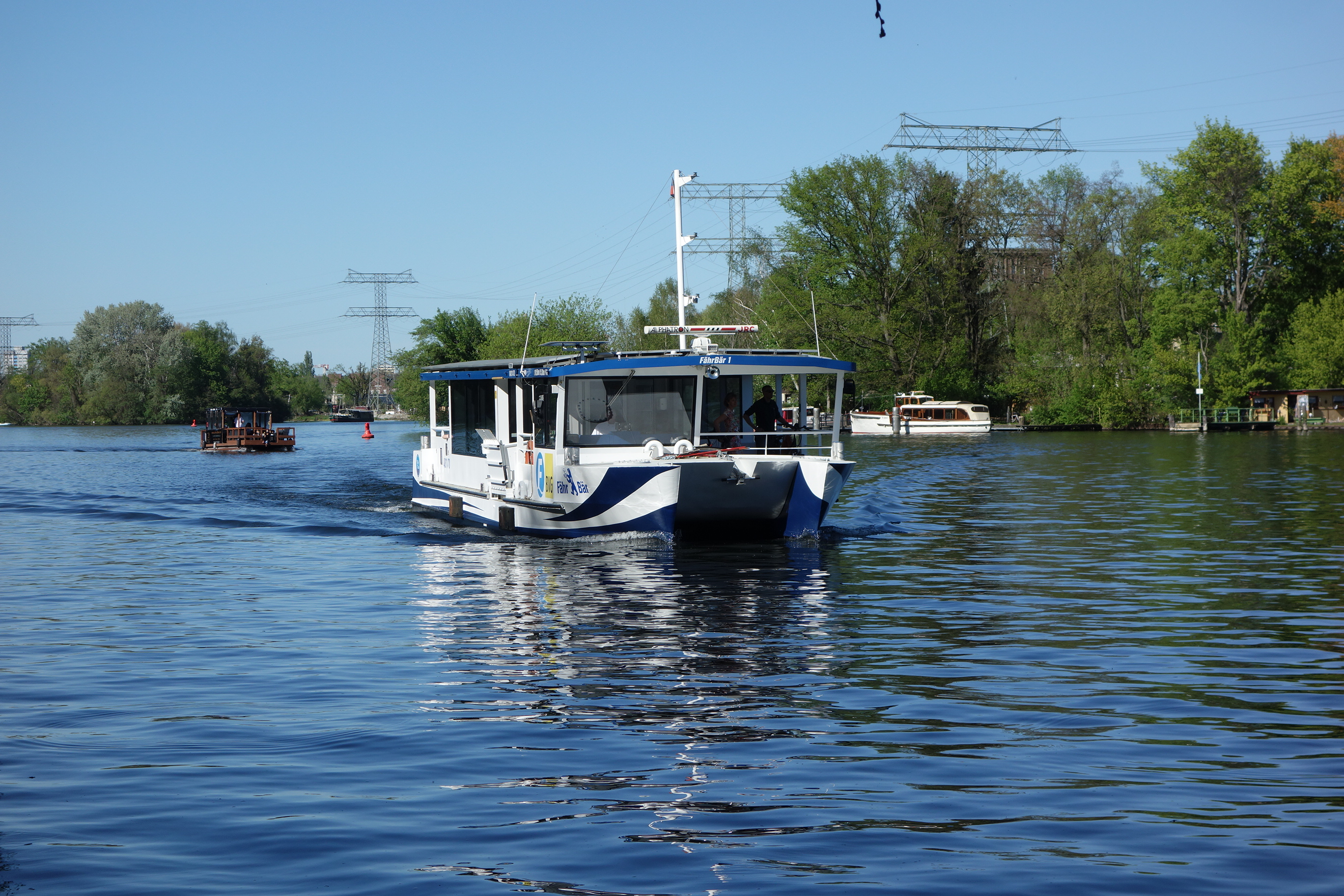
Schiff FährBär 1 auf der Linie F11, rechts der Anleger Wilhelmstrand

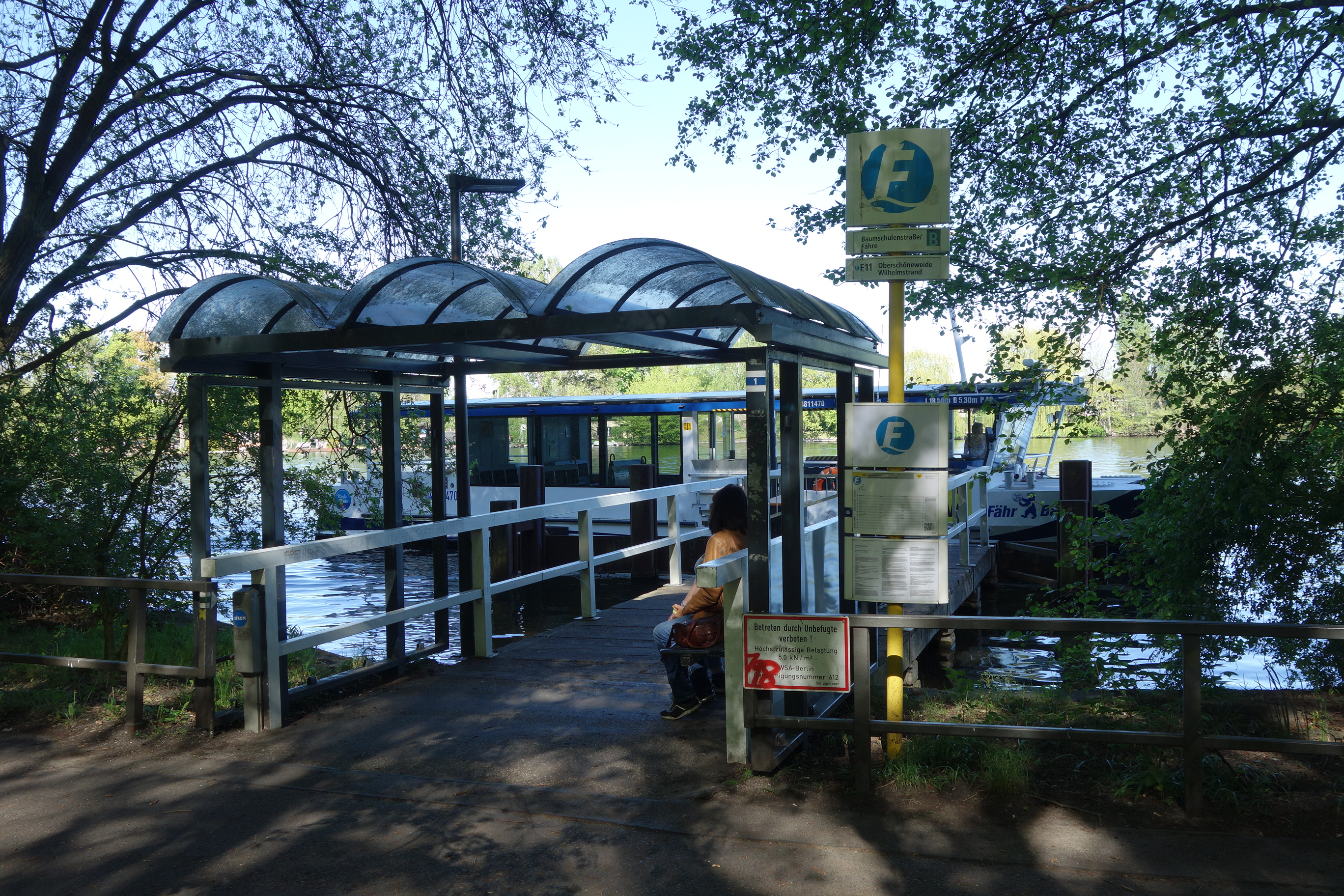
Anleger Baumschulenweg

Die Fähre Baumschulenweg–Wilhelmstrand ist eine Fährverbindung in Berlin auf der Spree zwischen Baumschulenweg und Oberschöneweide. Sie ist eine der ältesten noch bestehenden Fährverbindungen Berlins und wird heute von den Berliner Verkehrsbetrieben (BVG) als Linie F11 Oberschöneweide, Wilhelmstrand <> Baumschulenstr./Fähre betrieben.

## Geschichte
Die Fähre hatte ihre erste Fahrt zur Gewerbeausstellung 1896. Die Fähre gehörte damals dem Gastwirt des im Zweiten Weltkrieg zerstörten Spreeschlosses, eines Ausflugslokals am Oberschöneweider Ufer. In den 1960er Jahren hatte man die Privatfähre an den VEB Fahrgastschifffahrt Berlin (später Weiße Flotte) verkauft. Heute gehört sie der BVG.
Bis zum 31. Dezember 2013 wurde auf der Linie eine Fähre mit Dieselmotor eingesetzt, seit dem 1. Januar 2014 wird sie von einem Schiff mit Elektromotor (FährBär) bedient. Nach einem Monat musste die alte Fähre kurzzeitig wieder aktiviert werden, nachdem das elektrisch angetriebene Schiff wegen eines Defekts des Bugstrahlruders pausieren musste. Zum Saisonstart der nur im Sommerhalbjahr eingesetzten Fähren F21 und F23 Anfang April 2014 waren alle vier neu beschafften Elektrofähren wieder im Einsatz.
Die Fährleistung wird im Auftrag der BVG erbracht, wobei sich das Fährschiff nicht in deren Eigentum befindet.
Nach Fertigstellung der neuen Minna-Todenhagen-Brücke sollte die Fährlinie ursprünglich Ende 2017 eingestellt und die Verbindung stattdessen von einer Buslinie über diese Spreebrücke übernommen werden. Nach Nutzerprotesten gegen die Einstellung wurde der Fährverkehr zunächst bis Ende 2018 fortgeführt und die Entwicklung der Passagierzahlen in dieser Zeit beobachtet. Von Senatsseite wurde eine dauerhafte Fortführung der Fährverbindung zu diesem Zeitpunkt als eher unwahrscheinlich angesehen. Allerdings wird die Fähre auch im Jahr 2019 in Betrieb bleiben. Der verabschiedete Nahverkehrsplan 2019–2023 sieht inzwischen die dauerhafte Bestellung von Fährleistungen für die F11 vor, der Parallelverkehr zum Bus wird mit Blick auf wünschenswerte Naherholung und Radverkehr sowie hinsichtlich der Erschließung der weiteren, außerhalb der Haltestelleneinzugsbereiche der Buslinie 365 liegenden Wohn- und Kleingartengebiete als vertretbar eingeschätzt.

## Nutzung
Zahlen aus 2017 und 2018 zur Nutzung finden sich in einem Senatsdokument als Antwort auf eine schriftliche Anfrage.
Die Fährlinie wird hauptsächlich im Freizeitverkehr und von einem hohen Anteil an Radfahrern genutzt. Sie ist Teil des Europaradwegs R1 und dient darüber hinaus der Naherschließung der Kleingartenkolonien auf der Ostseite der Spree.